# 向学社
株式会社向学社（こうがくしゃ）は、山口県を中心に学習塾・予備校を展開する企業。元々は宇部市が発祥で、宇部進学教室（宇部進）の呼称で学習塾を主に展開していたが、業態の拡大にあわせてTOP-U予備校（トップ・ユーよびこう）の愛称も用いるようになっている。現在の本部は山口県山口市。

## 沿革
- 1974年（昭和49年）12月 - 山口県宇部市松島町の松島町商店街で宇部進学教室を創業。
- 1987年（昭和62年）12月 - 株式会社向学社設立。

## 展開内容
- TOP-U予備校・宇部進学教室 - 集団指導型学習塾
- UBESHIN個別学院 / One to Two個別学院 - 個別指導型学習塾
- 代ゼミサテライン予備校 - 代々木ゼミナールの衛星通信授業（サテライン）のフランチャイズ